# Vallée d'Ossau

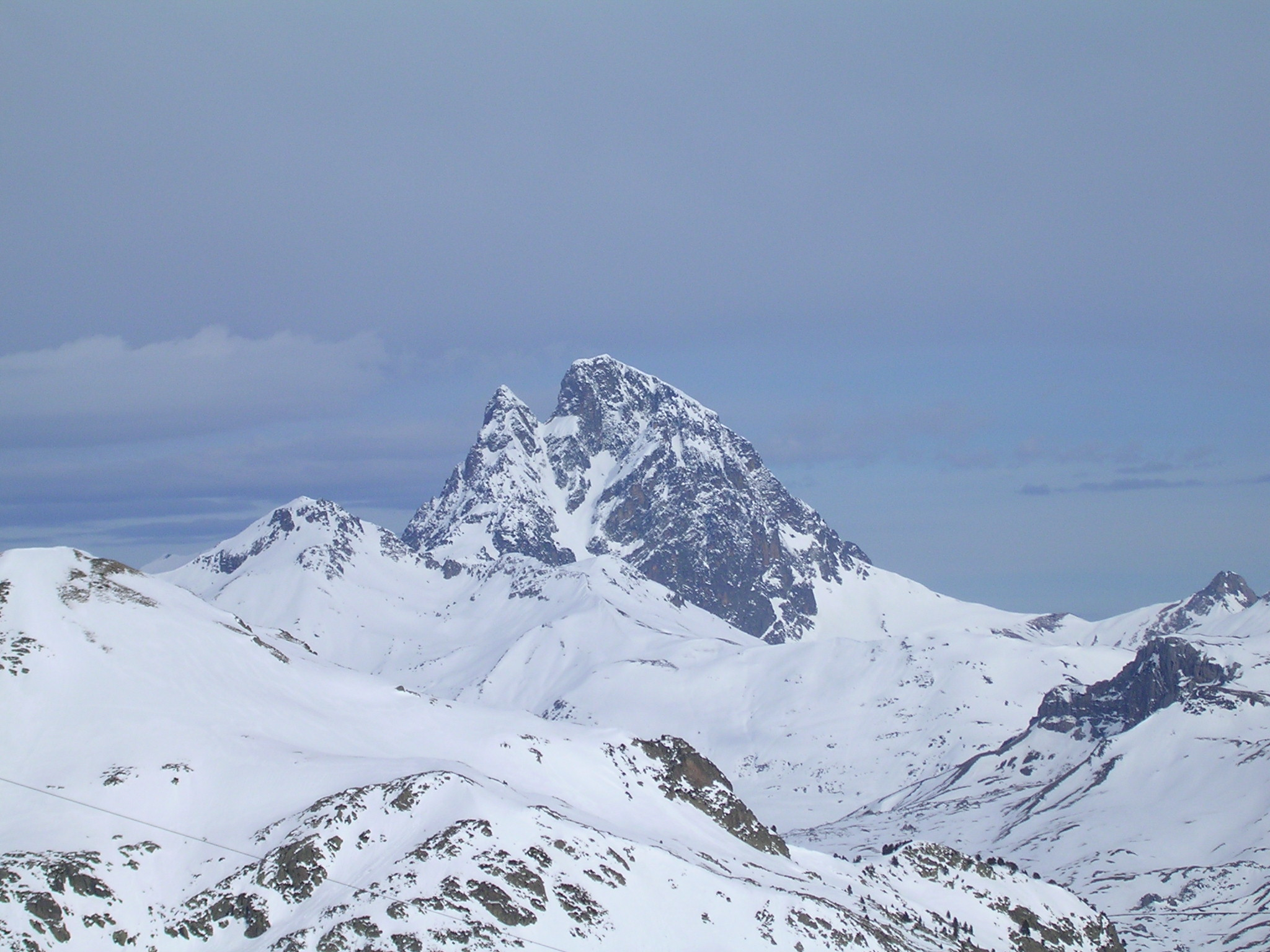
Pic du Midi d'Ossau in de winter

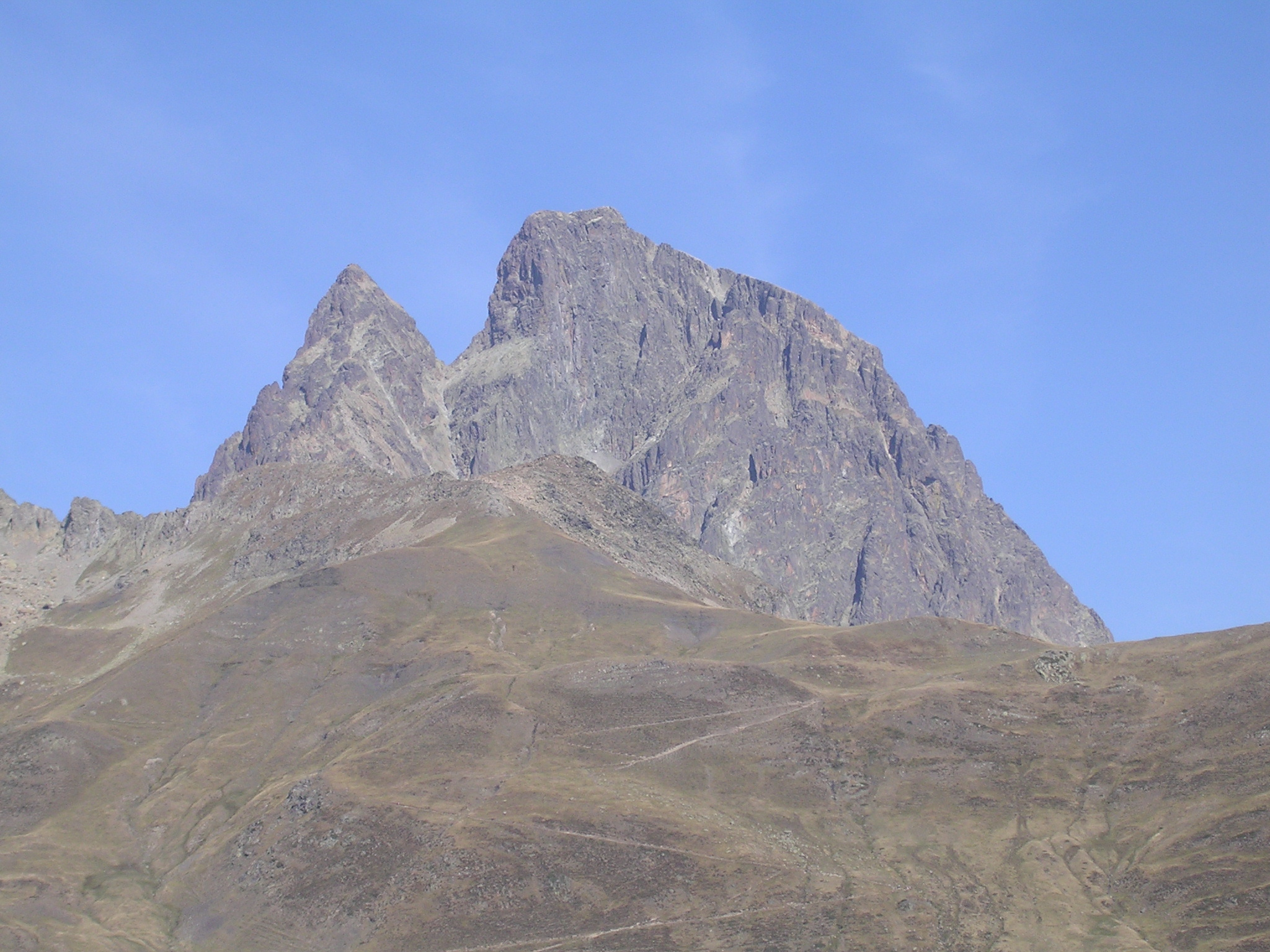
Pic du Midi d'Ossau in de zomer

De Vallée d'Ossau of de vallei van Ossau (Vath d'Aussau in het Gascons-Occitaans) is een vallei in Béarn in het departement Pyrénées-Atlantiques in Aquitanië, Frankrijk.
Door de vallei loopt de Gave d'Ossau, een van de vele bronrivieren van de Gave.
Vanuit de vallei kan men over de col d'Aubisque naar Argelès-Gazost, en over de col du Pourtalet naar Spanje.